# FK Dorćol Belgrad
FK Dorćol Belgrad, serb. Фудбалски клуб Дорћол – serbski klub piłkarski z belgradzkiej dzielnicy Dorćol. Obecnie klub występuje w rozgrywkach Srpska Liga Beograd.